# Karol Mederly
Karol Mederly, též Karol Mederlý (6. června 1887 Ružomberok – 4. října 1949 Bratislava), byl slovenský a československý politik, meziválečný poslanec a senátor Národního shromáždění za Hlinkovu slovenskou ľudovou stranu.

## Biografie
Podle údajů k roku 1930 byl radou politické správy v Bratislavě.
V parlamentních volbách v roce 1929 získal za HSĽS poslanecké křeslo v Národním shromáždění.
V roce 1930 v parlamentu předložil návrh autonomie Slovenska. Ve srovnání s návrhem z roku 1922 od Ľudovíta Labaje byl skromnější. Předpokládal pouze ústavou stanovené autonomie Podkapatské Rusi i na Slovensko při zachování stanovených kompetencí (pouze se předpokládalo rozšíření pravomocí o oblast spravedlnosti). Návrh nepočítal se zákazem majorizace ani se slovenskou vládou jako kolektivním orgánem. Historik Ladislav Lipscher návrh Mederlyho hodnotil jako pokus mírnými prostředky dosáhnout zmezinárodnění slovenské otázky, tedy postavit ji na roveň statutu Podkarpatské Rusi. Historik Jan Rychlík se ovšem domnívá, že důvodem podání relativně skromného návrhu byla snaha HSĽS dosáhnout po odchodu z vlády nějakého konkrétního úspěchu a získat pro něj podporu některých československých stran. Mederlyho návrh autonomie nicméně vládní koalice odmítla.
Téhož roku se Mederly na sjezdu strany v Ružomberku stal jejím místopředsedou. V 2. polovině 30. let vedl spolu s Jozefem Tisem jednání s vládní koalicí o opětovném vstupu Hlinkovy strany do kabinetu. Jednání ale selhala, protože vláda nebyla ochotna výměnou za vstup Hlinkovy strany nabídnout autonomii Slovenska.
Později přešel do horní komory parlamentu. V parlamentních volbách v roce 1935 získal senátorské křeslo v Národním shromáždění za HSĽS, respektive za alianci Autonomistický blok. V senátu setrval do jeho zrušení v roce 1939.
Po Mnichovu se v říjnu 1938 podílel za HSĽS na dojednávání Žilinské dohody coby společné platformy slovenských stran ve prospěch autonomie a byl jedním ze signatářů její finální verze. V prosinci 1938 byl zvolen ve volbách do Sněmu Slovenskej krajiny. Politicky se angažoval i během tzv. slovenského štátu.